# Discografia de Kardinal Offishall
Esta é uma lista abrangente de toda a discografia de Kardinal Offishall, um rapper Canadense e produtor musical. Ele já lançou quatro álbuns de estúdio, um extended play (EP), 25 singles e quatro mixtapes.

## Álbuns

### Álbuns de estúdio
| 1997                                                               | Eye & I - Lançamento: Dezembro de 1997 - Gravadora: Capitol Hill                         | —                | —                | *                | —                | —                | - CAN: 5,000 +   |
| 2001                                                               | Quest for Fire: Firestarter, Vol. 1 - Lançamento: 22 de Maio de 2001 - Gravadora(s): MCA | —                | —                | *                | 57               | —                | - CAN: 25,000 +  |
| 2005                                                               | Fire and Glory - Lançamento: 15 de Novembro de 2005 - Gravadora(s): EMI/Virgin           | —                | —                | —                | —                | —                | - CAN: N/D       |
| 2008                                                               | Not 4 Sale - Lançamento: 9 de Setembro de 2008 - Gravadora(s): Kon Live/Geffen           | 8                | 40               | 7                | 10               | 105              | - US: 40,000 +   |
| 2011                                                               | Mr. International - Lançamento: ? - Gravadora(s): Kon Live/Geffen                        | Para ser lançado | Para ser lançado | Para ser lançado | Para ser lançado | Para ser lançado | Para ser lançado |
| "—" denota singles que falharam nas paradas ou não foram lançados. |                                                                                          |                  |                  |                  |                  |                  |                  |

### Extended plays
| Ano  | Álbum                                                                          |
| ---- | ------------------------------------------------------------------------------ |
| 2000 | Husslin' - Lançamento: 11 de Abril de 2000 - Gravadora(s): Fat Beats/Figure IV |

## Singles

### Como artista principal
| 1996                                                               | "Naughty Dread"                                                  | —  | — | —  | —  | —  | Rap Essentials Volume One           |
| 1997                                                               | "On wit da Show"                                                 | 91 | — | —  | —  | —  | Eye & I                             |
| 1999                                                               | "And What?" (com Saukrates)                                      | —  | — | —  | —  | —  | Husslin'                            |
| 2000                                                               | "Husslin'"                                                       | 41 | — | —  | —  | —  | Husslin'                            |
| 2001                                                               | "BaKardi Slang"                                                  | 19 | — | 37 | —  | —  | Quest for Fire: Firestarter, Vol. 1 |
| 2001                                                               | "Ol' Time Killin'" (com Jully Black, Allistair, IRS, e Wio-K)    | 32 | — | —  | —  | —  | Quest for Fire: Firestarter, Vol. 1 |
| 2003                                                               | "Belly Dancer" (com Pharrell Williams)                           | —  | — | —  | —  | 95 | Sem álbum                           |
| 2003                                                               | "Sick!" (com Bounty Killer)                                      | —  | — | —  | —  | —  | Sem álbum                           |
| 2003                                                               | "Empty Barrel" (com Blessed)                                     | —  | — | —  | —  | —  | Sem álbum                           |
| 2004                                                               | "Tear de Wallz Down"                                             | —  | — | —  | —  | —  | Sem álbum                           |
| 2004                                                               | "Bang Bang"                                                      | —  | — | —  | —  | —  | Sem álbum                           |
| 2005                                                               | "Heads Up"                                                       | —  | — | —  | —  | —  | Fire and Glory                      |
| 2005                                                               | "Everyday (Rudebwoy)" (com Ray Robinson)                         | 16 | — | —  | —  | —  | Fire and Glory                      |
| 2006                                                               | "Feel Alright"                                                   | 40 | — | —  | —  | —  | Fire and Glory                      |
| 2006                                                               | "Last Standing Soldier (Bedouin Remix)" (com Bedouin Soundclash) | —  | — | —  | —  | —  | Sem álbum                           |
| 2007                                                               | "Graveyard Shift" (com Akon)                                     | —  | — | —  | —  | —  | Sem álbum                           |
| 2008                                                               | "Dangerous" (com Akon)                                           | 2  | 5 | 6  | 50 | 16 | Not 4 Sale                          |
| 2008                                                               | "Burnt" (com Lindo P)                                            | —  | — | —  | —  | —  | Not 4 Sale                          |
| 2008                                                               | "Set It Off" (com Clipse)                                        | —  | — | —  | —  | —  | Not 4 Sale                          |
| 2008                                                               | "Numba 1 (Tide Is High)" (com Keri Hilson)                       | 38 | — | —  | —  | 84 | Not 4 Sale                          |
| 2009                                                               | "Put Your Drinks Up" (com DJ Mad com Fatman Scoop)               | —  | — | —  | —  | —  | Sem álbum                           |
| 2009                                                               | "Clear!"                                                         | 57 | — | —  | —  | —  | Mr. International                   |
| 2009                                                               | "We Gon' Go" (com Darryl Riley)                                  | —  | — | —  | —  | —  | Mr. International                   |
| 2010                                                               | "Body Bounce" (com Akon)                                         | 16 | — | —  | —  | —  | Mr. International                   |
| 2010                                                               | "The Anthem"                                                     | —  | — | —  | —  | —  | Mr. International                   |
| "—" denota singles que falharam nas paradas ou não foram lançados. |                                                                  |    |   |    |    |    |                                     |